# Album Title Goes Here
Album Title Goes Here (с англ. — «Название альбома здесь») — шестой номерной и четвёртый основной альбом диджея и продюсера deadmau5. Альбом вышел 21 сентября 2012 года на собственном лейбле музыканта mau5trap, в США и Канаде альбом вышел на Ultra Records, в Великобритании на Parlophone Records. В отличие от предыдущих альбомов, этот содержит более экспериментальный материал, в стиле самого первого альбома Get Scraped, подчеркивал Джоэль. Этот альбом — последний, вышедший на лейбле Ultra Records. В 2013 году Джоэль закончил всяческие отношения с этим лейблом и написал в твиттере «Fuck You Ultra Records I’m Out» (в переводе с англ. — «Идите к чёрту Ultra Records, всё кончено»).

## Об альбоме
Альбом содержит 5 синглов: «Maths», «The Veldt», «Professional Griefers», «Channel 42», «Telemiscommunications». Первый сингл, «Maths», был выпущен 17 февраля 2012 года, однако впервые был представлен ещё в 2010 году. Изначально, данный трек должен был войти в альбом 4×4=12, однако Джоэль не успел доделать трек до выхода альбома. Вторым синглом стал трек «The Veldt», ставший в итоге хитом. Вокал для данного трека Джоэль нашел во время стрима на сайте Livestream 18 марта 2012 года. Реакция на вокал была настолько искренней и изумительной, что фанаты в итоге вырезали этот момент и выложили его отдельно на YouTube. На данный момент это видео набрало 4 миллиона просмотров. Третьим синглом стал трек «Professional Griefers», впервые представленный ещё в начале 2011 года. Данная композиция попала в саундтрек таких игр как «FIFA 13» и «Asphalt 8: Airborne». Также, данный трек звучит в телесериале «Стрела». Следующим синглом стала совместная работа с американским диджеем и продюсером Wolfgang Gartner «Channel 42». Видеоклип данной композиции является по совместительству промо-роликом смартфона Nokia Lumia 920. Последний сингл с альбома — «Telemiscommunications». Первая версия этого трека была предоставленна Джоэелем ещё в 2007 году на его YouTube-канале.
Альбом был номинирован на «Грэмми» в категории «Best Dance/Electronica Album».

## Отзывы
На сайте Metacritic альбом получил оценку 59 из 100, и, в целом, смешанные отзывы от критиков. В канадском чарте альбом в первую неделю дебютировал на второй строчке с отметкой в 13 000 продаж. В чарте Billboard 200 в первую неделю альбом дебютировал на шестой строчке с отметкой 58 000 продаж, и на первой строчке в категории «Танцевальные альбомы». В UK Albums Chart альбом дебютировал на шестой строчке с отметкой 14 325 продаж.

## Список композиций
| №                   | Название                                            | Длительность |
| ------------------- | --------------------------------------------------- | ------------ |
| 1.                  | «Superliminal»                                      | 6:15         |
| 2.                  | «Channel 42» (featuring Wolfgang Gartner)           | 4:48         |
| 3.                  | «The Veldt (8 Minute Edit)» (featuring Chris James) | 8:25         |
| 4.                  | «Fn Pig»                                            | 8:42         |
| 5.                  | «Professional Griefers» (featuring Gerard Way)      | 4:04         |
| 6.                  | «Maths»                                             | 6:38         |
| 7.                  | «There Might Be Coffee»                             | 7:00         |
| 8.                  | «Take Care of the Proper Paperwork»                 | 6:52         |
| 9.                  | «Closer»                                            | 6:58         |
| 10.                 | «October»                                           | 7:10         |
| 11.                 | «Sleepless»                                         | 4:06         |
| 12.                 | «Failbait» (featuring Cypress Hill)                 | 4:49         |
| 13.                 | «Telemiscommunications» (with Imogen Heap)          | 4:03         |
| Общая длительность: | Общая длительность:                                 | 79:53        |

| №                   | Название                                            | Длительность |
| ------------------- | --------------------------------------------------- | ------------ |
| 1.                  | «Superliminal»                                      | 6:33         |
| 2.                  | «Channel 42» (with Wolfgang Gartner)                | 4:51         |
| 3.                  | «The Veldt (8 Minute Edit)» (featuring Chris James) | 8:41         |
| 4.                  | «Fn Pig»                                            | 8:52         |
| 5.                  | «Professional Griefers» (featuring Gerard Way)      | 4:06         |
| 6.                  | «Maths»                                             | 6:54         |
| 7.                  | «There Might Be Coffee»                             | 7:03         |
| 8.                  | «Take Care of the Proper Paperwork»                 | 7:13         |
| 9.                  | «Closer»                                            | 7:12         |
| 10.                 | «October»                                           | 7:23         |
| 11.                 | «Sleepless»                                         | 4:15         |
| 12.                 | «Failbait» (featuring Cypress Hill)                 | 4:51         |
| 13.                 | «Telemiscommunications» (with Imogen Heap)          | 4:07         |
| Общая длительность: | Общая длительность:                                 | 82:07        |

| №                   | Название                                                    | Длительность |
| ------------------- | ----------------------------------------------------------- | ------------ |
| 14.                 | «Strobe (live version)»                                     | 4:55         |
| 15.                 | «The Veldt (Tommy Trash remix)» (featuring Chris James)     | 6:45         |
| 16.                 | «Professional Griefers (radio edit)» (featuring Gerard Way) | 3:02         |
| 17.                 | «The Veldt» (featuring Chris James, music video)            | 2:54         |
| 18.                 | «Professional Griefers» (featuring Gerard Way, music video) | 5:33         |
| Общая длительность: | Общая длительность:                                         | 105:19       |

| №                   | Название                                                    | Длительность |
| ------------------- | ----------------------------------------------------------- | ------------ |
| 1.                  | «Professional Griefers (instrumental mix)»                  | 6:27         |
| 2.                  | «Professional Griefers (radio edit)» (featuring Gerard Way) | 3:03         |
| 3.                  | «The Veldt (Tommy Trash remix)» (featuring Chris James)     | 6:50         |
| 4.                  | «The Veldt (Freeform Five remix)» (featuring Chris James)   | 3:12         |
| 5.                  | «Strobe (live version)»                                     | 4:57         |
| Общая длительность: | Общая длительность:                                         | 104:18       |

| №                   | Название            | Длительность |
| ------------------- | ------------------- | ------------ |
| 1.                  | «Creep»             | 6:19         |
| Общая длительность: | Общая длительность: | 86:12        |

## Позиции в чартах
| Chart (2012)                    | Высшая позиция |
| ------------------------------- | -------------- |
| Australian Albums Chart         | 11             |
| Austrian Albums Chart           | 24             |
| Belgian Albums Chart (Flanders) | 22             |
| Belgian Albums Chart (Wallonia) | 35             |
| Canadian Albums Chart           | 2              |
| Danish Albums Chart             | 15             |
| Dutch Albums Chart              | 16             |
| Finnish Albums Chart            | 31             |
| French Albums Chart             | 51             |
| German Albums Chart             | 39             |
| Irish Albums Chart              | 6              |
| Italian Albums Chart            | 26             |
| New Zealand Albums Chart        | 17             |
| Norwegian Albums Chart          | 26             |
| Scottish Albums Chart           | 6              |
| Spanish Albums Chart            | 85             |
| Swiss Albums Chart              | 18             |
| UK Albums Chart                 | 9              |
| UK Dance Albums Chart           | 1              |
| US Billboard 200                | 6              |
| US Dance/Electronic Albums      | 1              |
| US Independent Albums           | 2              |

### На конец года
| Чарт (2012)                   | Позиция |
| ----------------------------- | ------- |
| Australian Dance Albums Chart | 37      |
| US Dance/Electronic Albums    | 11      |
| US Independent Albums         | 29      |

## Сертификаты
| Регион                                                      | Сертификация | Продажи |
| ----------------------------------------------------------- | ------------ | ------- |
| Канада (Music Canada)                                       | Золотой      | 40 000^ |
| ^ Данные о тиражах приведены только на основе сертификации. |              |         |

## История релизов
| Страна         | Дата             | Лейбл                   |
| -------------- | ---------------- | ----------------------- |
| Австралия      | 21 сентября 2012 | EMI                     |
| Германия       | 21 сентября 2012 | EMI                     |
| Ирландия       | 21 сентября 2012 | mau5trap, Parlophone    |
| Великобритания | 24 сентября 2012 | mau5trap, Parlophone    |
| Франция        | 24 сентября 2012 | EMI Music Publishing    |
| Канада         | 25 сентября 2012 | mau5trap, Ultra Records |
| США            | 25 сентября 2012 | mau5trap, Ultra Records |
| Япония         | 26 сентября 2012 | EMI                     |